# Тенгізов Шахім Аліханович
Шахім Аліханович Тенгізов (1899, село Клишбієво Нальчицького округу Терської області, тепер Кабардино-Балкарія, Російська Федерація — 1970, Кабардино-Балкарія, Російська Федерація) — радянський партійний діяч, співробітник органів держбезпеки, 1-й секретар Черкеського обласного комітету ВКП(б). Депутат Верховної Ради СРСР 1-го скликання.

## Біографія
Народився в родині селянина-бідняка. У 1911 році закінчив три класи сільської школи в Клишбієво. З жовтня 1914 по січень 1917 року працював пастухом у заможних селян. У січні — липні 1917 року — учень сільської школи на хуторі Новополтавський Нальчицького округу.
З липня по грудень 1917 року — прикажчик магазину товариства споживачів, з грудня 1917 по квітень 1924 року — селянин у своєму господарстві в Клишбієво Нальчицького округу.
З квітні по вересень 1924 року — голова сільпо в селі Нартан Кабардино-Балкарської автономної області.
У вересні 1924 — квітні 1926 року — курсант залізничної профтехшколи у Владикавказі.
Член ВКП(б) з квітня 1926 року.
З квітня по липень 1926 року — телеграфіст на станції Муртазово Північно-Кавказької залізниці.
З липня 1926 по квітень 1927 року — секретар районного місцевкому профспілки радторгслужбовців в селі Баксан Кабардино-Балкарської автономної області (КБАО).
З квітня 1927 по серпень 1928 року — практикант-оперпрацівник Кабардино-Балкарського обласного відділу ОДПУ, з серпня 1928 по травень 1929 року — районний уповноважений ОДПУ в Нальчику. У травні 1929 — квітні 1930 року — районний уповноважений ОДПУ в селі Старий Черек КБАО, з квітня 1930 по квітень 1931 року — районний уповноважений ОДПУ в селищі Терський Кабардино-Балкарської автономної області. З квітня 1931 по листопад 1932 року — помічник начальника відділу ОДПУ по міліції в місті Нальчику.
З листопада 1932 по липень 1933 року — курсант Центральної вищої школи міліції в Москві.
У липні 1933 — квітні 1934 року — начальник IV-го відділення оперативного відділу карного розшуку Північно-Кавказької крайової міліції в Ростові-на-Дону. З квітня 1934 по березень 1935 року — начальник Моздоцького районного відділення міліції Північно-Кавказького краю.
У березні 1935 — жовтні 1937 року — начальник Кувинського районного відділення НКВС Черкеської автономної області, начальник Хабезського районного відділення НКВС Черкеської автономної області.
У жовтні 1937 — червні 1938 року — 1-й секретар обласного комітету ВКП(б) Черкеської автономної області. Брав активну участь у сталінських репресіях.
З червня 1938 по вересень 1941 року — директор млинового заводоуправління в місті Ворошиловську (Ставрополі).
Учасник німецько-радянської війни. З вересня 1941 по вересень 1942 року —  заступник начальника особливого відділу НКВС 78-ї окремої стрілецької бригади 9-ї армії РСЧА на Південному фронті.
З вересня 1942 по лютий 1946 року — заступник начальника відділу контррозвідки НКДБ-МДБ 43-ї стрілецької дивізії в Сибірському військовому і Львівському військовому округах. У лютому — серпні 1946 року — начальник відділу контррозвідки МДБ 75-ї стрілецької дивізії у Бакинському військовому окрузі.
З серпня 1946 по травень 1947 року хворів, не працював. З травня 1947 по вересень 1949 року — директор маслобійного заводу № 1 в Нальчику. З вересня 1949 по травень 1951 року — директор млинового управління в місті Пугачов Саратовської області. З травня 1951 року — директор Кизлярського хлібокомбінату в місті Кизляр Грозненської області.
Потім — на пенсії. Помер у Кабардино-Балкарській АРСР в 1970 році.

## Звання
- молодший лейтенант державної безпеки (31.01.1936)
- майор

## Нагороди
- орден Червоного Прапора (27.06.1929)
- ордени
- медаль «За бойові заслуги» (3.11.1944)
- медалі